# 클라이페다구

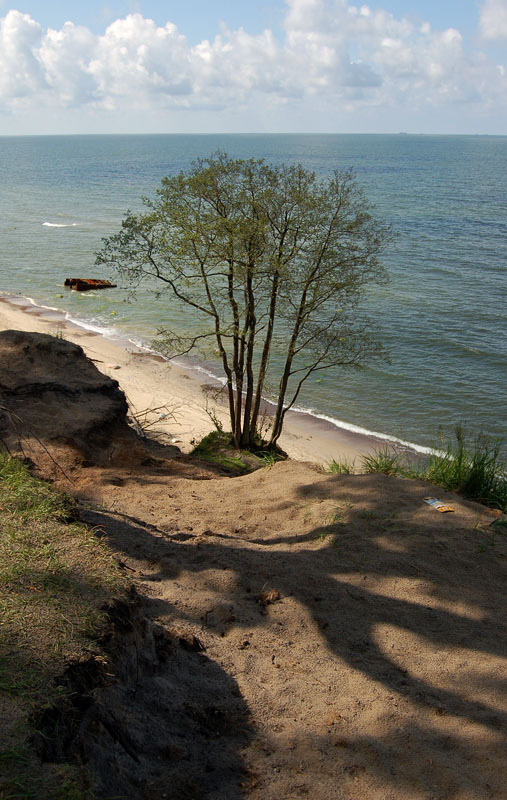
클라이페다구에 위치한 네덜란드인의 모자 언덕

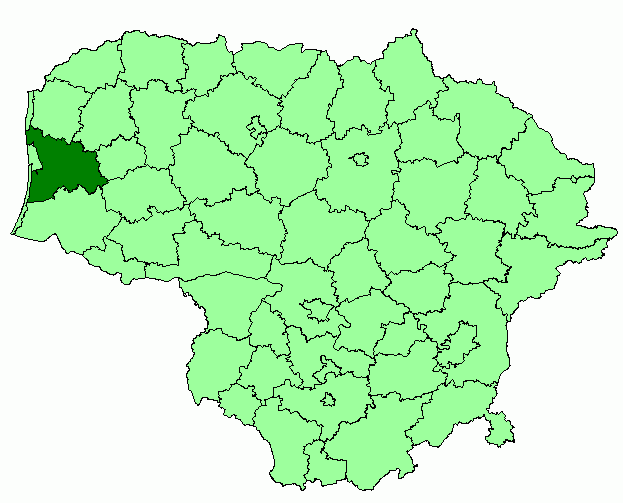
클라이페다구의 위치

클라이페다구(리투아니아어: Klaipėdos rajono savivaldybė)는 리투아니아 클라이페다주를 구성하는 7개 지방 자치체 가운데 하나로 행정 중심지는 가르그주다이이며 면적은 1,340km2, 인구는 52,831명(2015년 기준), 인구 밀도는 39.4명/km2이다. 이름과는 달리 클라이페다는 별도의 지방 자치체로 존재하며 11개 장로구를 관할한다. 클라이페다주 팔랑가시, 실루테구, 텔샤이주 플룽게구, 리에타바스시, 타우라게주 실랄레구와 접한다.

지방 자치체 문장